# Etterretningstjenesten
Pour les articles homonymes, voir FET.
Le Etterretningstjeneste (anciennement Forsvarets etterretningstjeneste - FET), aussi appelé E-tjenesten, est le service de renseignement extérieur (civil et militaire) de la Norvège.

## Histoire
Ce service, qui dépend du ministère de la Défense, est aussi connu dans le monde occidental sous le nom de Norwegian Intelligence Service (NIS).
Sa devise est « Scientia mundi pro custodia Norwegiæ. »

## Organisation
Le responsable actuel du service, en poste depuis 2010, est le lieutenant général Kjell Grandhagen (en). Son prédécesseur, de 2002 à 2009 était le général Torgeir Hagen.
Début des années 2010, son budget annuel est estimé à 1,1 milliard de NOK (environ 132 millions d'euros).
Ce service gère plusieurs stations d'écoute à proximité du Cercle arctique.